# Tour de Leelanau
Die Tour de Leelanau  ein US-amerikanisches ehemaliges Straßenradrennen.
Das Eintagesrennen wurde 2005 zum ersten Mal ausgetragen und findet seitdem jährlich statt. Austragungsort ist das Leelanau County im US-Bundesstaat Michigan. Seit 2007 zählt das Rennen der Männer zur UCI America Tour und ist in die Kategorie 1.2 eingestuft. Außerdem ist es Teil der USA Cycling Professional Tour.

## Sieger – Männer
- 2008  Taylor Tolleson
- 2007  Garrett Peltonen
- 2006  Eddy Hilger
- 2005  Nicholas Reistad

## Sieger – Frauen
- 2008  Anne Samplonius
- 2007  Tina Pic
- 2006  Mackenzie Woodring
- 2005  Mackenzie Woodring